# Lancey Foux
Lancey Foux, pseudonimo di Lance O. Omal (Stratford, 30 novembre 1995), è un rapper britannico di origine ugandese.

## Biografia
Lance O. Omal inizia una carriera musicale nel 2015 caricando su YouTube alcuni freestyle registrati in camera sua. Nello stesso anno pubblica il suo primo mixtape, intitolato Pink, che mescola la trap a influenze grime, facendo uso di Auto-Tune e ottenendo sonorità inedite nel Regno Unito. Ad esso fa seguito Teen Skum, pubblicato su SoundCloud.
Nel 2017 è la volta dell'EP First Day at Nursery, realizzato insieme al produttore Nyge. Il suo primo album in studio, Too Far Alive, viene pubblicato nel 2018, tuttavia, dopo tre anni, viene rimosso da tutte le piattaforme per motivi ignoti. Nello stesso anno pubblica Pink II, che gli permette di affermarsi nella scena hip hop britannica, grazie anche al brano Dyed 2wice, che vede la partecipazione del rapper Skepta, collaborando anche con il marchio Air Jordan.
Il 6 dicembre 2019 viene reso disponibile il terzo album Friend or Foux, arricchito da collaborazioni con artisti come Skepta e Chip, mentre il 12 marzo 2021 esce il mixtape First Degree. Pubblica anche due brani a supporto del movimento Black Lives Matter: Time for War!¡ e  Relax!¡.
Il 19 novembre 2021 pubblica Live.Evil, un mixtape di 13 tracce caratterizzato dalla presenza dei rapper statunitensi Lil Yachty e 24kGoldn. Anche il suo quarto album, Life in Hell, uscito il 28 ottobre 2022, vede la partecipazione di artisti internazionali, in questo caso il produttore Kaytranada e la rapper 070 Shake.
Nel 2023 pubblica il mixtape Back2daTrap, contenente il singolo Mmm Hmm, in collaborazione con Sexyy Red.

## Discografia

### Album in studio
- 2018 – Too Far Alive
- 2018 – Pink II
- 2019 – Friend or Foux
- 2022 – Life in Hell

### Mixtape
- 2015 – Pink
- 2015 – Teen Skum
- 2021 – First Degree
- 2021 – Live.Evil
- 2023 – Back2daTrap
- 2024 – Conglomerate (con Fimiguerrero e Len)

### EP
- 2017 – First Day at Nursery (con Nyge)